# Fletcher (Washington)
Pour les articles homonymes, voir Fletcher.
Fletcher est une zone non incorporée dans le comté de Whitman, dans l'État de Washington, aux États-Unis.